# Skakava Gornja
Skakava Gornja är ett samhälle i Bosnien och Hercegovina.   Det ligger i distriktet Brčko, i den nordöstra delen av landet, 110 km norr om huvudstaden Sarajevo. Skakava Gornja ligger 132 meter över havet och antalet invånare är 1 737.
Terrängen runt Skakava Gornja är platt norrut, men söderut är den kuperad. Runt Skakava Gornja är det ganska tätbefolkat, med 93 invånare per kvadratkilometer.. Närmaste större samhälle är Brčko, 18,4 km nordost om Skakava Gornja. 
Omgivningarna runt Skakava Gornja är en mosaik av jordbruksmark och naturlig växtlighet.